# Adiós muchachos
Adiós, muchachos — ein rioplatensischer Tango — wurde 1928 von dem argentinischen Pianisten Julio César Sanders komponiert. Den melancholischen Liedtext dichtete zeitgleich sein Freund und Landsmann César Felipe Vedani. Der Tango wurde zufällig in einer durchzechten Nacht im bonaerensischen Stadtviertel Flores geboren, als der Komponist César Sanders die banale Verabschiedungsformel, «la frasecita feliz», ¡Adiós, muchachos! vernahm. In seinem Geiste verlängerte er die Redensart sofort um die Worte: «compañeros de mi vida». Inspiriert gebar er dazu die Melodie dieses unsterblichen Tangos. Sein Freund, der Poet César Felipe Vedani, schuf den Liedtext.
Wie La Cumparsita, El Choclo und A media luz gehört Adiós, muchachos zu den weltweit bekanntesten Tangos:

«Es el tango que mayor número de versiones fonográficas ha logrado en el mundo. Ciertamente su melodía es de las que se califican como pegadizas, aunque no coincide con el patetismo de los versos …»

„Es ist der Tango mit den meisten Tonaufnahmen weltweit. Mit Sicherheit handelt es sich um einen Ohrwurm, obwohl die Melodie nicht zu den pathetischen Versen passt.“

In César Vedanis tragischem, herzzerreißendem Liedtext verabschiedet sich ein im Sterben liegender Tanguero wehklagend und mit Gott hadernd von seinen Gefährten. Wegen dieses schicksalhaft-verhängnisvollen Liedtextes wird Adiós, muchachos nachgesagt, ein Tango-Jettatore, ein Unglücksbringer zu sein.
Dem Tangopoeten Enrique Santos Discépolo wird das Zitat zugeschrieben, der Tango sei „ein trauriger Gedanke, den man tanzen kann“, «un pensamiento triste que se puede bailar». Discépolos Charakterisierung des Genres wird mit diesem Tango bestätigt, quod erat demonstrandum.

## Entstehungsgeschichte
Der Tangohistoriker Francisco García Jiménez schildert folgende Version der Geburt des Tangos:

«Este tango nació accidentalment en una noche de 1927, en una esquina del barrio de Flores, el barrio de sus autores ... ‘Adiós, muchachos’. Estas dos palabras, tan comunes entre nosostros, las dijo esta noche uno de los ocupantes de un coche de caballos, que partía a sus amigos que quedaban en la reunión juvenil de la vereda. Pero estaba entre los circunstantes un músico intuitivo, Julio César Sanders (1898–1942), que de inmediato repitió las dos palabras acompañadas de cuatro más que se le ocurrieron en el momento: ‘Adiós, muchachos, compañeros de mi vida’. Y la frase así completada, la envovió en una espontánea tonada particular. Posteriormente los dedos pianistas de Sanders desarrollaron el tema. Su camarada César Vedani (1906–1979) se encargó de adaptar una letrilla a la afortunada música.»

„Dieser Tango entstand durch Zufall in einer Nacht des Jahres 1927 in einer Ecke des bonaerensischen Stadtteils Flores, dem Viertel seiner Autoren … ‘Adiós., muchachos’ (Lebt wohl, Jungs). Diese beiden bei uns so geläufigen Wörter sprach in dieser Nacht einer der Insassen einer Pferdekutsche, der sich von seinen Freunden veranschiedete, die noch am Wegesrand mit Freunden zusammenblieben. Aber unter den Umherstehenden befand sich ein einfühlsamer Musiker, Julio César Sanders (1898–1942), der unmittelbar diese beiden Wörter wiederholte und vier mehr hinzufügte, die ihm in diesem Moment gerade einfielen: ‘Lebt wohl, Jungs, Gefährten meines Lebens’. Und diesen so ergänzten Satz hüllte er in eine eigene Melodie.Bald danach bauten seine Pianistenfinger das Thema weiter aus. Sein Kollege César Vedani (1906–1979) schuf den Text für diese erfolgreiche Musik.“

Schallplattenaufnahmen der drei größten zeitgenössischen Tangosänger folgten rasch aufeinander:
- 1927 Agustín Magdali (1898–1938)
- 1928 Ignacio Corsini (1891–1967)
- 1928 Carlos Gardel (um 1887–1935)[5][6]

## Liedtext (Vedani)
Dieser „fürchterlich schwarze Text“ des Poeten César Felipe Vedani dreht sich um das Thema Tod und Protest gegen Gott:.
Das den nahenden Tod spürende lyrische Ich verabschiedet sich wehklagend von seinen Zech-Gefährten, Vers 08 «Mi cuerpo enfermo, no resiste más» („Mein kranker Körper widersteht nicht mehr“) und Vers 06 «Contra el destino, nadie la talla» („Gegen das Schicksal kommt niemand an).“
Der Protagonist hadert mit Gott. Der „eifersüchtige Herrgott“ (Vers 21 «el Señor, celoso») habe ihm sowohl seine wunderschöne Verlobte als auch „sein heiliges altes Mütterchen“ (Verse 13/14) weggenommen:

«… el protagonista expresa una protesta resignada frente a la muert de su madre y su novia. (Versos 17–32).»

„Der Protagonist erhebt einen resignierenden Protest im Angesicht des Todes seiner Mutter und seiner Verlobten.“

In Tränen segnet es seine Gefährten zum endgültigen Abschied.
V01 Adiós, muchachos, compañeros de mi vida

V02 Barra querida de aquellos tiempos

V03 Me toca a mí hoy emprender la retirada

V04 Debo alejarme de mi buena muchachada.

V05 Adiós muchachos, ya me voy y me resigno

V06 Contra el destino, nadie la talla

V07 Se terminaron para mí todas las farras

V08 Mi cuerpo enfermo, no resiste más.

V09 Acuden a mi mente

V10 Recuerdos de otros tiempos

V11 De los bellos momentos

V12 Que antaño disfruté.

V13 Cerquita de mi madre

V14 Santa viejita,

V15 Y de mi noviecita

V16 Que tanto idolatré.

V17 Se acuerdan que era hermosa

V18 Más linda que una diosa

V19 Y que ebrio yo de amor

V20 Le di mi corazón.

V21 Mas el Señor, celoso

V22 De sus encantos

V23 Hundiéndome en el llanto

V24 Me la llevó.

V25 Es Dios el juez supremo

V26 No hay quién se le resista

V27 Ya estoy acostumbrado

V28 Su ley a respetar

V29 Pues mi vida deshizo

V30 Con sus mandatos,

V31 Al robarme a mi madre

V32 Y a mi novia también.

V33 Dos lágrimas sinceras

V34 Derramo en mi partida,

V35 Por la barra querida

V36 Que nunca me olvidó.

V37 Y al dar a mis amigos

V38 El adiós postrero

V29 Les doy con toda mi alma

V30 Mi bendición.
Lebt wohl, Jungs, Gefährten meines Lebens

Geliebte Clique vergangener Zeiten

Heute muss ich mich verabschieden

Muss mich von meiner guten Gruppe entfernen

Lebt wohl, Jungs, ich gehe schon und füge mich

Gegen das Schicksal kommt niemand an.

Alle Feten sind für mich zu Ende

Mein kranker Körper widersteht nicht mehr.

Mir kommen

Erinnerungen an vergangene Zeiten

Die schönen Augenblicke

Die ich damals genossen habe.

Bei meiner Mutter

Der heiligen Alten

Und meiner Verlobten

Die ich so sehr angebetet habe.

Ihr erinnert euch, wie schön sie war

Schöner als eine Göttin

Und ich liebestrunken

Gab ihr mein Herz

Aber der Herrgott

Eifersüchtig auf ihre Reize

Ließ mich in Leid versinken

Hat sie mir genommen.

Gott ist der oberste Richter

Niemand widersteht ihm

Ich bin schon gewohnt

Sein Gesetz zu achten

Da er mein Leben zerstört

Mit seinen Geboten

Indem er mir meine Mutter

Und auch meine Verlobte hinwegnahm.

Zwei ehrliche Tränen

Vergieße ich bei meinem Abschied

Für die geliebte Clique

Die mich nie vergessen hat.

Und beim allerletzten Abschied

Gebe ich meinen Freunden

Mit all meiner Seele

Meinen Segen.

## Internationale Liedversionen
Die Melodie ging um die Welt. So entstanden in vielen Staaten, zum Beispiel in Deutschland, Frankreich, in den USA, in Italien, landessprachliche Textversionen, die allerdings bis auf das französische «Adieu Paris», gesungen 1929 von Berthe Silva nichts mit dem argentinischen Original von César Vedani gemein haben.
Die bekannteste ausländische Variation stammt von dem Meister der musikalischen Improvisation, dem Jazztrompetisten Louis Armstrong, I get ideas, 1951. Der Liedtext stammt von Dorcas Cochran.
Adiós, muchachos findet sich in einer Reihe von Filmen wieder, zum Beispiel in History Is Made at Night, 1937; Together again, 1944; A Woman’s Privilege; Senda sin culpa – auch A media luz betitelt, 1947 und im gleichnamigen Film „Adiós muchachos“, 1955, von Armando Bó.

## Tango–Jettatore(Unglücksbringer)
Der Tango Adiós, muchachos mit seinem Thema „im Sterben liegender Tanguero“ und seinen Gott anklagenden, blasphemischen Versen steht im Rufe, ein «Tango-Jettatore», ein Unglücksbringer, zu sein.
Der Tango-Sänger Manuel Fuentealba trug mit zur Entstehung dieses Mythos bei:

‘Nooooooo!!!!!! Ni lo nombre!!!!! Que no ve que es yeta!!!???? Trae mala suerte, yo no lo creía pero es verdad.’

„Nein!!!!!! Sprich seinen Namen noch nicht einmal aus!!!!! Siehst Du nicht, dass er ein Yettatore ist!!!???? Er bringt Unglück, ich habe es nicht geglaubt, aber es ist wahr.“

So heißt es, dass Carlos Gardel diesen „unglückbringenden“ Tango Adiós, muchachos in Medellín gesungen habe, bevor er den verhängnisvollen Flug antrat, bei dessen Crash er 1935 ums Leben kam.
Bei Wünsch-Dir-was-Auftritten weigerten sich bekannte Solisten wie Manuel Fuentealba, Astor Piazzolla, Roberto Goyeneche, diesen fatalen Tango vorzutragen:

«El tango más agobiado por la yeta — que muchos eluden en sus repertorios — es Adiós Muchachos. ‘No lo nombre’, rogó Piazzolla … el cantor Roberto Goyeneche bordeó el soponcio cuando dos admiradoras le reclamaron en Caño 14 que entonara la pieza. ‘Eso no, pídanme cualquier otra’, plañió. Las condenadas estrofas alegraron —en Panamá, 1965— a los cadetes de la Aeronáutica Argentina que poco después embarcaron, para morir, en el avión TC48.»

„Der als Unglücksbringer verfemteste Tango, den viele aus ihrem Repertoire verdammen, ist ‘Adiós, muchachos’. ‘Wage es nicht, ihn auch nur zu erwähnen’, flehte Astor Piazzolla … der Sänger Roberto Goyeneche kam der Ohnmacht nahe, als ihn in der bonaerensischen Milonga ‘Caño 14’ zwei Bewunderer baten, das Stück zu singen. ‘Dieses nicht, bittet mich um ein beliebiges anderes’, jammerte er.
In Panama-Stadt, 1965, vergnügten die verfluchten Strophen Kadetten der argentinischen Luftstreitkräfte, die wenig später darauf an Bord gingen, um im Flug TC48 zu sterben.“

Das bonaerensische Lunfardo-Wort yeta ist die apokopische Kürzung der süditalienischen Vokalbel iettatore:

‘iettatore’ s. m. (f. -trice) [voce di origine merid., der. di iettare]. – Persona a cui si attribuisce il potere, anche con la sola presenza e contro la sua stessa volontà, di esercitare la iettatur.

„‘iettatore’, süditalienische Vokabel. – Person, der man die Fähigkeit nachsagt, durch ihre alleinige Gegenwart, auch gegen ihren ausdrücklichen Willen, Unglück zu bringen.“

Der Tangohistoriker Héctor Ángel Benedetti beklagt diesen Ruf eines Unglücksvogels, der Adiós, muchachos nachgesagt wird>:

«Es lamentable la fama de jettatore que se le creó a este tango. Lamentable e injustificada.»

„Dieser Ruf eines Unglücksbringers, der diesem Tango nachgesagt wird, ist beklagenswert. Beklagenswert und ungerechtfertigt.“

## Rhythmische Transpositionen
Der Tango Adiós, muchachos ist auch in andere Rhythmen transponiert worden:
- als Bolero, Trío Los Panchos[17], Los Tres Reyes[18]
- als Cha-Cha-Cha, Daniel Santos[19]
- als Salsa, The Beachers de Panamá[20]

### Auf Deutsch
- Egon Ludwig: Tango Lexikon. Der Tango ríoplatense[21] – Fakten und Figuren des berühmten lateinamerikanischen Tanzes. Schwarzkopf & Schwarzkopf Verlag Berlin 2002, ISBN 978-3-89602-294-3.
- Dieter Reichardt: Der argentinische Tango und seine Texte. In: Iberoamericana (1977–2000), vol. 1, no. 1 (1), 1977, S. 3–17, JSTOR:41670601.
- Gerhard Riedel: Der noch größere Milonga-Führer. Ein amüsant-satirischer Ratgeber zum argentinischen Tango. Books on Demand, 2016, ISBN 978-3-7322-6187-1.
- Wolfgang Schneidereit: Discographie der Gesangsinterpreten der leichten Muse von 1925 bis 1945 im deutschsprachigen Raum, in drei Bänden. Books on demand, 2. Auflage 2019, ISBN 978-3-7528-2834-4: eingeschränkte Vorschau in der Google-Buchsuche

### Auf Spanisch
- Héctor Ángel Benedetti: Las mejores letras de tango. Antología de doscientas cincuenta letras de tango, cada una con su historia. Planeta, Madrid 2012, ISBN 978-987-580-514-9.
- Fernando F. Cautère: En el nombre del tango: un enfoque sobre la temática religiosa en la poesía del tango. Santa María, Buenos Aires 2008, ISBN 978-987-616-026-1.
- Francisco García Jiménez: Así nacieron los tangos. – Comentarios de Pedro Ochoa. Verlag Corregidor, Buenos Aires 2018, ISBN 978-950-05-3160-3.
- José Gobello: Tangos, letras y letristas tomo 5 pág. 211 Buenos Aires 1995 Editorial Plus Ultra ISBN 950-21-1212-1.
- Jaime Andrés Monsalve: El tango en sus propios palabras. Verlag Icono, Bogotá, 2006, ISBN 978-958-97842-4-2, eingeschränkte Vorschau in der Google-Buchsuche.
- Oscar del Priore und Irene Amuchástegui: Cien tangos fundamentales. 2. Auflage. Verlag Aguilar, Buenos Aires 2008, ISBN 978-987-04-1123-9, S. 130/131, eingeschränkte Vorschau in der Google-Buchsuche.

### Auf Englisch
- Carlos G. Groppa: The Tango in the United States. A history. Mcfarland & Compagny, cop. 2004, ISBN 978-0-7864-4681-0, eingeschränkte Vorschau in der Google-Buchsuche.

### Auf Polnisch
- Adiós muchachos Video auf YouTube – Chór Warsa, 1931.

### Partitur
- Partitur auf todotango.com

### Instrumentalversionen
- Adiós, muchachos Video auf YouTube – Der argentinisch-israelische Pianist und Dirigent Daniel Barenboim interpretierte diesen Tango am 13. August 2014.

### Spanischsprachige Versionen
- Carlos Gardel: Adiós, muchachos, 1928 Video auf YouTube – mit Liedtext-Scroll (spanisch, Vedani).
- Hugo del Carril: Adiós, muchachos, 1946 Video auf YouTube – es singt der der argentinische Schauspieler Hugo del Carril.

### Internationale Versionen

#### Auf Deutsch
- Zwei rote Lippen und ein roter Tarragon, 1929 Video auf YouTube – Tango-Kapelle Morello mit Refraingesang: Kurt Mühlhardt, Tri-Ergon (Deutschland).
- Zwei rote Lippen und ein roter Tarragona, 1930 Video auf YouTube – Orchester: Paul Godwin & Refrain-Sänger: Leo Monosson.
- Zwei rote Lippen und ein roter Tarragona, 1930 Video auf YouTube – Fred Bird Rhythmicans mit Refraingesang: Luigi Bernauer, Homocord.

#### Auf Französisch
- Adieu Paris (Adiós muchachos), 1929 Video auf YouTube – Berthe Sylva
- Adieu, 1930 auf YouTube – Les duettistes Leardy & Verly sur les motifs du Tango ‘Adiós Muchachos’.
- Adiós muchachos, Video auf YouTube Tino Rossi.

#### Auf Englisch
- I’ll keep you in my heart always, 1931 Video auf YouTube — Sänger: Al Bowlly. Liedtexter: Jimmy Kennedy, Orchesterbegleitung: Jack Leon and His Band.
- Pablo the dreamer, 1945 Video auf YouTube – Sängerin: Anne Shelton, Liedtexter: Roberto López, Orchesterbegleitung: Stanley Black and his orchestra.
- I get ideas, 1951 Video auf YouTube – Louis Armstrong, Liedtexter: Dorcas Cochran.

#### Auf Italienisch
Adiós muchachos Video auf YouTube – Milva

### Tanzbeispiele
- Ariadna Naveira und Fernando Sánchez tanzen zu „Adiós, muchachos“ Video auf YouTube – Orchesterbegleitung: Francisco Canaro.

### In Filmen
- History Is Made at Night, 1937 auf YouTube – die Version I get ideas ist in den Film integriert.
- Together again, 1944, von 29:53–3:22 Video auf YouTube – eine instrumentale Vdersion von Adiós muchachos ist in eine Tanzszene in diese Filmkomödie integriert, die auch den Titel A Woman’s Privilege trägt. Deutscher Titel Modell wider Willen.
- Senda sin culpa, auch A media luz, 1947 Video auf YouTube — Szene aus dem Tango-Film des Spaniers Antonio Momplet, 1947, der zwei Titel trägt: A media luz und Senda sin culpa. Es singt der argentinische Produzent, Regisseur und Schauspieler Hugo del Carril.
- Adiós muchachos, 1955 (ab 1:46–Ende) Video auf YouTube – argentinischer Schwarzweißfilm, Regie: Armando Bó. Am Ende des Films wird der Tango „Adiós, muchachos“ als Welterfolg präsentiert.